# Anden opiumskrig
Den anden opiumkrig eller Arrowkrigen var en krig mellem Storbritannien og Frankrig mod Qing-dynastiet i Kina, krigen startede i 1856 og endte i 1860. Det kinesiske kejserdømme måtte ved krigens afslutning give en række indrømmelser overfor vestlige magter og Rusland; blandt andet blev opiumshandel legaliseret.
Krigen kan ses som en fortsættelse af den første opiumskrig (1839-1842), deraf navnet den anden opiumkrig.

## Baggrund
Vestlig imperialisme voksede hastigt i 1850'erne. Nogen delmål hos de vestlige magter var at ekspandere deres oversøiske markeder og etablere nye kolonier. Frankrig og USA krævede revisioner i Huangpu- og Wangxia-traktaterne i et forsøg på at udvide sine privilegier i Kina. Storbritannien fremsatte det samme krav og henviste til «lige aftaler»-artiklen som den mest foretrukne nations-status. De britiske krav inkluderede, at hele Kina blev tilgængelig for britiske handelsmænd, legalisering af opiumshandel, toldfrihed på importvarer, tiltag mod piratvirksomhed og regulering af handelen med kulier. Briterne krævede også at få lov til at have en britisk ambassadør i Beijing og at den engelske version af alle traktater skulle have forrang over for den kinesiske.
Qing-hoffet afviste kravene fra Storbritannien, Frankrig og USA.

## Udbrud og forløb
Den 8. oktober 1856 blev fartøjet «Arrow» bordet af kinesiske myndigheder. Skibet var kinesisk ejet, registreret i Hongkong og var mistænkt for piratvirksomhed og smugling. Tolv kinesere blev arresteret og fængslet. Dette er senere blevet kendt som «Arrow-hændelsen». De britiske tjenestemænd i Guangzhou forlangte, at sømændene skulle frigives, da skibet for nylig havde været britisk registreret. Da dette blev tilbagevist af de kinesiske myndigheder, insisterede briterne på, at «Arrow» havde ført britisk flag og at de kinesiske soldater havde vist foragt for dette. De kinesiske myndigheder havde allerede hænderne fulde med et oprør (Taipingoprøret) og Qing-administrationen var ikke stærk nok til at modstå de vestlige magter militært.
Selv om briterne var optaget af oprøret i Indien (kendt som Sepoyoprøret), så svarede de på «Arrow-hændelsen» i 1857 og angreb Guangzhou fra Perlefloden. Ye Mingchen, som var guvernør i provinserne Guangdong og Guangxi, beordrede de kinesiske tropper til ikke at gøre modstand. Efter at have indtaget fortet nær Guangzhou uden kamp angreb den britiske hær Guangzhou, mens amerikanske krigsskibe beskød byen. Indbyggerne og soldaterne i Guangzhou gjorde imidlertid stærk modstand mod de indtrængende og tvang dem til at trække sig tilbage.
Det britiske parlament bestemte sig for at kræve erstatning fra Kina, baseret på en rapport om «Arrow-hændelsen» fra Harry Parkes, britisk konsul i Guangzhou. Frankrig støttede det britiske felttog mod kineserne, tilskyndet af henrettelsen af en fransk missionær af kinesiske myndigheder i provinsen Guangxi. USA og Rusland sendte diplomater til Hongkong for at tilbyde briterne og franskmændene hjælp; men til sidst gennemførte de to europæiske magter felttoget alene.
Briterne og franskmændene samlede sine styrker under admiral Sir Michael Seymour. Den britiske hær blev ledet af Lord Elgin og den franske af Jean Baptiste Louis Gros. De britisk-franske styrker angreb og okkuperede Guangzhou sent i 1857. Ye Mingchen blev taget til fange og Bo-gui, guvernøren i Guangdong overgav sig. En fælles komitè, som repræsenterede briterne og franskmændene, blev dannet. Bo-gui blev på sin post for at holde lov og orden på vegne af invasionsstyrkerne. Den britisk-franske alliance holdt kontrol over Guangzhou i henved fire år. Ye Mingchen blev sendt i eksil til Kolkata (dengang Calcutta) i Indien, hvor han sultede sig til døde.
Koalitionsstyrkerne fortsatte så nordover for at indtage Daguforterne nær Tianjin i maj 1858.

## Tianjin-traktaten
I juni 1858 blev den første del af krigen afsluttet med Tianjin-traktaten, som Storbritannien, Rusland, Frankrig og USA undertegnede. Denne aftale åbnede ti nye havne for vestlig handel. Den kinesiske regering nægtede først at undertegne aftalen. De vigtigste punkter i aftalen var:
1. Storbritannien, Frankrig, Rusland og USA skulle have ret til at etablere diplomatiske stationer i Beijing, på den tid en lukket by.
2. Seks nye kinesiske havne skulle åbnes for vestlig handel, herunder Niuzhuang, Tanshui, Hankou og Nanjing.
3. Alle udenlandske skibe, herunder handelsskibe, skulle have fri adgang til floden Yangtze.
4. Udlændinge skulle have ret til at rejse i indlandet i Kina, hvilket tidligere var forbudt.
5. Kina skulle betale skadeerstatning til Storbritannien og Frankrig.
6. Kina skulle betale kompensation til britiske handelsmænd for ødelæggelse af deres ejendom.

## Traktaten i Aigun
Den 28. maj 1858 blev traktaten i Aigun undertegnet, en separat aftale med Rusland for at revidere den russisk-kinesiske grænse som den var fastsat ved aftalen i Nertsjinsk i 1689. Rusland genvandt den nordlige siden af floden Amur og flyttede derved grænsen frem fra floden Argun. Aftalen gav Rusland kontrollen over et isfrit område ved Stillehavet, hvor landet grundlagde byen Vladivostok i 1860.

## Krigen fortsætter
Kina modsatte sig etablering af diplomatiske legationer i Beijing (som aftalt i Tianjin-traktaten) og i 1859 beskød en flådestyrke under admiral Sir James Hope forterne, som vogtede mundingen af floden Peiho. Forterne blev skadet og styrken trak sig tilbage under dække af skvadron ledet af kommandør Josiah Tattnall.
Den 3. august 1860 blev en en britisk-fransk styrke landsat ved Pei Tang, og angreb forterne ved Taku den 21. august. Den 26. september havde styrken nået Beijing og erobrede byen den 6. oktober. Kejser Xianfeng udnævnte sin bror prins Gong til forhandlingsleder og flygtede selv til sommerpaladset i Chengde. De britisk-franske tropper satte ild på sommerpaladset og det gamle sommerpalads efter flere dages plyndring. Det gamle sommerpalads blev totalt ødelagt.
Grundlaget for ødelæggelsen af sommerpaladserne er fremdeles omdiskuteret. Den officielle grund ifølge Elgin var at afskrække kineserne fra at bruge kidnapninger som et forhandlingsmiddel, og for at få hævn for kejserens misbrug af «hvidt flag». Andre muligheder, som henrettelser blev vurderet, men Elgin anså ødelæggelsen som det mindst stødende, da det skadede det despotiske styre men ikke det uskyldige kinesiske folk. Det er imidlertid sandsynligt, at grunden var tortur og mord på vestlige fanger. En anden mulig forklaring er, at Elgin blev krænket af hoffets dekadence, og blev specielt stødt af de europæiske bygninger på området. Kinesiske historikere har argumenteret med, at ødelæggelsen var et skalkeskjul for omfattende plyndringer.

## Traktaten i Beijing
Efter at keiseren Xianfeng var flygtet fra Beijing, blev traktaten fra Tientsin endelig ratificeret af kejserens broder, prins Gong. Traktaten i Beijing blev signeret den 18. oktober 1860 og afsluttede den anden opiumskrig.
Handelen med opium blev legaliseret og kristne blev givet fulde borgerlige rettigheder, herunder retten til at eje land og retten til at missionere.
Traktaten i Beijing inkluderer:
1. Kinas anerkendelse af traktaten i Tientsin.
2. Tianjin åbnes for handelsskibe.
3. Distrikt nr. 1 i Kowloon blev afgivet til Storbritannien.
4. Religionsfrihed blev indført i Kina.
5. Britiske skibe fik ret til at fragte kinesiske lejearbejdere til USA.
6. Skadeserstatning til Storbritannien og Frankrig.
7. Legalisering af opiumshandelen.